# Livia Leonte
Livia Leonte es una deportista rumana que compitió en remo. Ganó dos medallas en el Campeonato Mundial de Remo de 1989, oro en ocho con timonel y bronce en cuatro sin timonel.

## Palmarés internacional
| Campeonato Mundial | Campeonato Mundial | Campeonato Mundial | Campeonato Mundial |
| Año                | Lugar              | Medalla            | Prueba             |
| ------------------ | ------------------ | ------------------ | ------------------ |
| 1989               | Bled (Yugoslavia)  | Medalla de oro     | Ocho con timonel   |
| 1989               | Bled (Yugoslavia)  | Medalla de bronce  | Cuatro sin timonel |